# Tor transmisyjny
Uzasadnienie:  Oba artykuły traktują o tym samym.
Tor transmisyjny, tor telekomunikacyjny – droga przesyłu sygnału elektrycznego lub optycznego będącego nośnikiem wiadomości. Może to być tor przewodowy (tor kablowy), na przykład kabel koncentryczny, skręcona para przewodów, falowód (w tym światłowód), albo tor bezprzewodowy (fala radiowa).
Niektóre rodzaje torów transmisyjnych:
- tor podziemny
- tor napowietrzny
- tor koncentryczny
- tor symetryczny.